# Infravörös sugárzás

Az infravörös hullámtartomány helye a teljes elektromágneses spektrumon belül. Az alacsonyabb energiájú (hosszabb) hullámok kezdődnek bal oldalon, jobbra haladva az energiájuk (és a frekvenciájuk, azaz az 1 másodperc alatti hullámok száma) nő

Az infravörös sugárzás (angol: infrared, IR, infra latin, jelentése: alatt, régi magyar szakirodalomban: vörösön inneni sugárzás) egy elektromágneses sugárzás: az elektromágneses sugárzásoknak azon hullámhosszú tartománya, melyeknek nagyobb a hullámhossza, mint a látható fénynek, de kisebb, mint a mikrohullámnak és a rádióhullámoknak.
Nevét onnan kapta, hogy az elektromágneses hullámok sorában ez a hullámtartomány a látható fény „alatt” kezdődik. A látható fény legnagyobb hullámhosszal rendelkező tartománya a vörös. E sorban a „vörös alatt" következő hullámokat nevezték el infravörös sugaraknak. Ennek megfelelően infravörös sugárzáson a 780 nm és 1 mm közötti hullámhossz tartományt értjük. Az infravörös sugarakat az emberi szem már nem képes fényként érzékelni, a bőr melegérző idegvégződései viszont képesek „meleg érzetként” felfogni. Mivel az ember az infravörös sugárzást elsősorban hőhatásként érzékeli, és fizikai kísérletekben is a többi hullámtartományhoz képest kifejezetten nagy hőközlő (termális) képességet mutat, így az infravörös sugárzást gyakorlatilag hősugárzásként is azonosítjuk.
A világűrben megtalálható infravörös sugárzás nagy része nem jut el a Föld felszínére, mivel a légkör kiszűri, és csak a látható fényt, a hozzá közeli hullámhosszak kis részét, a közepes és termális infravörös 3-5 μm és a 8-15 μm hullámhossz-tartományaiba eső sugárzást, valamint az 1 mm – 20 m hullámhosszú rádióhullámokat engedi át.
Az infravörös sugárzást a haditechnika pozíció-bemérésre, felmérésre és nyomkövetésre használja. Egyéb felhasználási módjai: infravörös hősugárzókkal való fűtés, infravörös fényképezés és hőmérséklet mérés infrahőmérővel, infrakamerával, kis távolságú vezeték nélküli kommunikáció, az infravörös spektroszkópia, csillagászati kutatások. Fontos szerepe van az időjárás-megfigyelő műholdak méréseiben, ahol például az óceánok áramlásait követik nyomon, továbbá a mezőgazdaság és erdőgazdálkodás is hasznosítja az infravöröst érzékelő műholdak felvételeit. Sok madár és rovar érzékeli a szemével (a látható fény mellett) az infravörös fényt is.

## Felfedezése
William Herschel 1799-ben kezdte el tanulmányozni a napfényt. Gyakran használt színszűrőket munkájához, ezzel különítette el a színeket egymástól. Észrevette, hogy néhány szűrő melegebb volt, mint a többi. Kíváncsi volt rá, hogy vajon bizonyos színek több hőt szállítanak-e a Naptól, mint más színek. Ötlete támadt és ennek eléréséhez egy nagy prizmát készített. Egy elsötétített szobában kivetítette a prizma által felbontott színeket a szemközti falra, és gondosan megmérte az egyes színtartományokban a hőmérsékletet. Herschelt meglepte, hogy a hőmérséklet egyenletesen emelkedett a lilától a vörös szín felé haladva. Hirtelen ötlettől vezérelve a vörös alatti sötét tartományban is elvégezte a mérést, de feltételezte, hogy az hidegebb lesz mindegyiknél, hiszen ott nincs fény. Meglepetésére itt mérte a legmelegebbet.
Eredeti feltételezése tehát, hogy a hőt a látható fény sugarai továbbítják, nem volt igaz. Néhány heti kísérletezés és mérés után megállapította, hogy a hőt szállító, láthatatlan sugarak a látható fényhez hasonló módon megtörnek, vagy visszaverődnek, és a törés mértéke kisebb, mint a látható fény esetén. Mivel ezek a sugarak a vörös alatti tartományban voltak találhatók, ezért Herschel az „infravörös” nevet adta nekik (latin, am. „vörös alatti”).

## Az infravörös tartományok
A legtöbb eszköz arra használható, hogy különböző sugárzásokat érzékeljenek egy bizonyos tartományon belül. Ez okból kifolyólag az infravörös sugárzást több részre osztották.
- A közeli infravörös sugárzás (NIR, IR-A) 0,75-1,4 µm hullámhosszú, amelyet az optikai kommunikációban használnak, mert csak enyhén gyengül üvegen keresztül haladva. A képi intenzivitás erős ebben a tartományban, amit az éjjellátó szemüvegek hasznosítanak.
- A rövid hullámhosszú infravörös sugárzás (SWIR, IR-B) az 1,4-3 µm hullámhosszú fény. Gyengülése 1450 nm-nél következik be. az 1530-tól 1560 nm-ig tartó hullámhosszú fényt a telekommunikációban hasznosítják.
- A közepes hullámhosszú infravörös sugárzás (MWIR, IR-C) 3-8 µm hullámhosszú. Az infravörös önirányítású rakétáknál alkalmazzák. A rakéta fejére egy infraérzékelőt tesznek, ami az infravörös sugárzást észleli, mint például ami sugárhajtóművek lángja mentén tapasztalható.
- A hosszú hullámhosszú infravörös sugárzás (LWIR, IR-C) a 8-15 µm közé eső tartomány, melyet gyakran hőérzékelőként emlegetnek, mert egy passzív hőképet alakít ki, melyhez nem kell külső fényforrás, vagy hő. Néha távoli infravörösnek is nevezik.
- A távoli infravörös sugárzás (FIR) a 15-1000 µm-es hullámhosszok közé eső tartomány.

A NIR-t és a SWIR-t gyakran emlegetik tükröződő infravörösként, míg a MWIR-t és a LWIR-t hő-infravörösnek is hívják. A tipikusan meleg tárgyak gyakran fényesebbek az MW tartományban, mint az LW tartományban.